# Segundo Pomar
Segundo Pomar (Montevideo, 11 de marzo de 1880 - Buenos Aires, 15 de septiembre de 1944) fue un director de teatro y actor de radio, cine y teatro uruguayo. Estuvo casado con la actriz María Esther Podestá.

## Trayectoria
Integró las compañías teatrales encabezadas por José y Jerónimo Podestá y Florencio Parravicini y luego formó su propia compañía con Luis Vittone, con buena aceptación del público y la crítica. Después que Vittone falleció en 1925, Pomar trabajó con Luis Sandrini y Olinda Bozán entre otros actores.
En la radio, donde actuó hasta su fallecimiento, se recuerda como gran éxito el programa La familia Rampullet, con libro de Juan Andrés Bruno en el que tenía el rol protagónico que desempeñó hasta que se enfermó y debió retirarse. El autor Alberto Migré contó que Pomar tenía una ductilidad especial gracias a la cual interpretaba más de catorce personajes, tanto a un italiano, a un catalán o a un guapo de Buenos Aires. En cine trabajó en la película muda Bajo el sol de la pampa  en 1917 y, ya en la etapa del sonoro, lo hizo en Un tipo de suerte en 1938 y en varios filmes dirigidos por Manuel Romero.

## Filmografía
- Ven... mi corazón te llama  (1942) dir. Manuel Romero.... Julián Castro
- Joven, viuda y estanciera  (1941) dir. Luis Bayón Herrera.... Juan
- Yo quiero ser bataclana  (1941) dir. Manuel Romero.... Don Pepet
- Un bebé de París  (1941) dir. Manuel Romero.... Ponciano
- Un tipo de suerte (1938) dir. Carlos Calderón de la Barca
- Alma en pena  (1929) dir. Julio Irigoyen
- Bajo el sol de la pampa  (1917) dir. Alberto Traversa